# Jusqu'au dernier gramme
Pour la chanson, voir Jusqu'au dernier gramme (chanson).
 (juillet 2017).
Si vous disposez d'ouvrages ou d'articles de référence ou si vous connaissez des sites web de qualité traitant du thème abordé ici, merci de compléter l'article en donnant les références utiles à sa vérifiabilité et en les liant à la section « Notes et références ».
 (juillet 2017).
- Si vous ne connaissez pas le sujet, laissez ce bandeau (vous pouvez alors contacter les auteurs).
- Si vous supprimez le contenu mis en cause (vous pouvez préalablement contacter les auteurs),

argumentez précisément cette suppression dans la page de discussion
(un manque de référence n'est pas un argument ; une recherche réelle de référence doit avoir été effectuée, être formellement documentée).

Jusqu'au dernier gramme est une saga de clips vidéo de 8 à 30 min du groupe PNL réalisé par Mess. Cette saga est composée de 4 clips : Naha, Onizuka, Bené et Jusqu'au dernier gramme.

## Synopsis
Jusqu'au dernier gramme est l'histoire de deux meilleurs amis adolescents, Naha et Macha. On les retrouve quelques années plus tard à l'âge adulte comme ennemis, sans doute à cause de la drogue. Macha veut se venger de Naha qui contrôle le marché de la drogue dans le quartier en l'envoyant en prison. À la suite de cela les deux frères de ce dernier voudront se venger.
Naha
Naha est le premier clip de la saga qui sort le 15 septembre 2016 la veille de la sortie de l'album. Le clip met en scène plus particulièrement Naha, et on voit comment il est envoyé en prison par Macha.
Onizuka
Onizuka est le second clip de la saga qui sort le 4 novembre 2016 à 20 h. Le clip met en scène Onizuka qui, après avoir appris l'arrestation de son frère, décide d'arrêter ses études et de reprendre son business. Pendant ce temps, Bené le petit frère de Naha, cherche à se procurer une arme pour le venger. Un jour, le meilleur ami de ce dernier se fait passer à tabac. Onizuka comprend que Macha est le commanditaire, provoque une bagarre avec lui et finit par se faire planter un couteau dans le dos par Macha. 
Bené
Bené est le troisième clip de la saga qui sort le 10 février 2017 à 20 h c'est la première fois qu'on entend des dialogues dans la série de clips. Ce clip met en scène Bené qui s'est procuré son arme et cherche à se venger de Macha à l'aide de son ami Facher. Macha, quant à lui, est recherché par la police pour avoir poignardé Onizuka, et décide de fuir en Espagne.
Jusqu'au dernier gramme
Jusqu'au dernier gramme est le dernier clip de la saga qui sort le 7 juillet 2017 à 20 h. Dans ce clip, on entend également des dialogues. C'est le plus long clip de la saga, puisqu'il dure environ une demi-heure. Dans ce clip Bené cherche toujours à se venger avec l'aide de Facher, mais on en apprend beaucoup plus sur le passé de Macha. On apprend entre autres qu'il était le meilleur ami de Naha et qu'ils ont fait ensemble les 400 coups, on apprend notamment que sa mère est morte et qu'il était battu par son père qui l'a flanqué à la porte. Ce clip est le dénouement de la saga, Bené réussi à faire revenir Macha en France pour pouvoir le tuer, Naha sort de prison et Onizuka sort du coma.